# 林村 (香川県)
林村（はやしむら）は、香川県木田郡にあった村。現在の高松市林町・上林町・六条町にあたる。

## 人口
| \| 1920年（大正9年） \| 3,316人 \| \| \| 1925年（大正14年） \| 3,321人 \| \| \| 1930年（昭和5年） \| 3,436人 \| \| \| 1935年（昭和10年） \| 3,475人 \| \| \| 1940年（昭和15年） \| 3,463人 \| \| \| 1947年（昭和22年） \| 3,624人 \| \| \| 1950年（昭和25年） \| 3,703人 \| \| \| 1955年（昭和30年） \| 3,652人 \| \| |         |  |
| 総務省統計局 / 国勢調査（1955年） |         |  |
| 1920年（大正9年） | 3,316人 |  |
| 1925年（大正14年） | 3,321人 |  |
| 1930年（昭和5年） | 3,436人 |  |
| 1935年（昭和10年） | 3,475人 |  |
| 1940年（昭和15年） | 3,463人 |  |
| 1947年（昭和22年） | 3,624人 |  |
| 1950年（昭和25年） | 3,703人 |  |
| 1955年（昭和30年） | 3,652人 |  |

## 歴史
- 1890年2月15日 - 町村制施行に伴い、山田郡下林村（しもはやしむら）、上林村（かみはやしむら）、六條村（ろくじょうむら）が合併し、林村が発足。
- 1899年3月16日 - 山田郡が三木郡と合併し、木田郡となる。
- 1956年9月30日 - 高松市に編入合併し、同日付で林村が廃止。